# El Monumento de la Recordación
El Monumento de la Recordación es un monumento conmemorativo erigido en Puerta de Tierra, San Juan (Puerto Rico), que honra a los puertorriqueños que han caído en combate al servicio de las Fuerzas Armadas de los Estados Unidos.
El monumento fue inaugurado el 19 de mayo de 1996. Es un muro de granito semicircular, grabado con los nombres de 2000 soldados puertorriqueños que murieron durante el combate.